# Marsdenia condurango
Marsdenia condurango (Rb.Ch.) G. Nicholson é uma planta medicinal da América do Sul, conhecida pelo nome comum de condurango.

## Descrição
Planta trepadeira da família das asclepiadáceas. As folhas são ovais ou cordiformes, peludas e de cor verde clara em sua face inferior. Flores pequenas e amarelas.
Tem um sabor que recorda o da canela,embora um tanto amargo.
O seu nome tem origem indígena condur-angu(cipó-de-condor),devido à lenda nos Andes de que esta ave usaria as folhas do condurango para se curar de picadas de cobra.Muito usada na américa do Sul para tratar males do estômago. Em 1871 foi introduzida na Europa.

## Habitat
Cresce espontaneamente na parte ocidental dos Andes, na Colômbia, Equador e Peru, entre 1500 e 2000 m de altitude. Também encontrado na Amazônia.

## Etnobotânica
A casca e a raiz possuem óleo essencial, resina, ácidos orgânicos, substâncias gomosas e amido. Seu princípio ativo mais importante é a condurangina, um glicosídeo amargo. Contém conduritol, um ciclitol ou poliol cíclico, um composto isolado pela primeira vez em 1908 por Konrad Kübler a partir da casca da liana.
É aperitivo, digestivo e antiemético (faz parar vômitos).
Em doses altas pode provocar convulsões e até parada respiratória.